# Метод МЧНДП
Метод МЧНДП (англ. MINDO/3) — напівемпіричний всевалентний квантово-хімічний метод, в основі якого лежить метод молекулярних орбіталей та припущення про можливість модифікованого часткового нехтування диференційним перекриванням. Має ряд емпіричних параметрів, підібраних таким чином, щоб можна було рахувати геометрію, енергію та електронні властивості достатньо великих органічних молекулярних частинок.